# Jean Kirsten
Jean Kirsten (* 29. November 1966 in Dresden) ist ein deutscher bildender Künstler. Er lebt und arbeitet in Dresden-Zschieren.

## Leben
Jean Kirsten studierte von 1990 bis 1995 an der Hochschule für Bildende Künste Dresden. Er war der letzte Student von Günter Horlbeck. Nach dessen Emeritierung war er von 1995 bis 1997 Meisterschüler von Günther Hornig und von 1998 bis 2004 dessen einziger Assistent.
Seit 2009 beschäftigt sich Jean Kirsten mit der Raum-Harmonielehre (Choreutik) von Rudolf Laban und seiner Kinetographie, auch Labanotation genannt.

## Werk
Jean Kirsten kommt ursprünglich von der Malerei, hat jedoch jahrelang fast ausschließlich mit der Technik des Siebdrucks gearbeitet, um kein Epigone zu werden. Der Siebdruck ermöglichte es ihm, mit Hilfe von Fotorastern dreidimensionale Objekte wieder zurück in die Fläche zurückzuholen.
Sein Hauptinteresse bezeichnet er als das Begreifen von Raum. Die Theorien von Rudolf Laban nutzend, hat er ein ganz eigenes Werk geschaffen, das Alleinstellungsmerkmale aufweist.
1994 schreibt er dazu: „Ich suche nach Zeichen, ohne deren Bedeutung endgültig klären zu können.“
Seine Ausdrucksmittel sind Zeichnung, Drucktechniken, Collage, Montage, Reliefdarstellungen, Malerei, Glasmalerei. Jean Kirsten schuf dreidimensionale Objekte, Konstruktionen und Skulpturen, wie auch Installationen. Er bekennt sich in seiner Arbeitsweise zur Konzeptkunst.

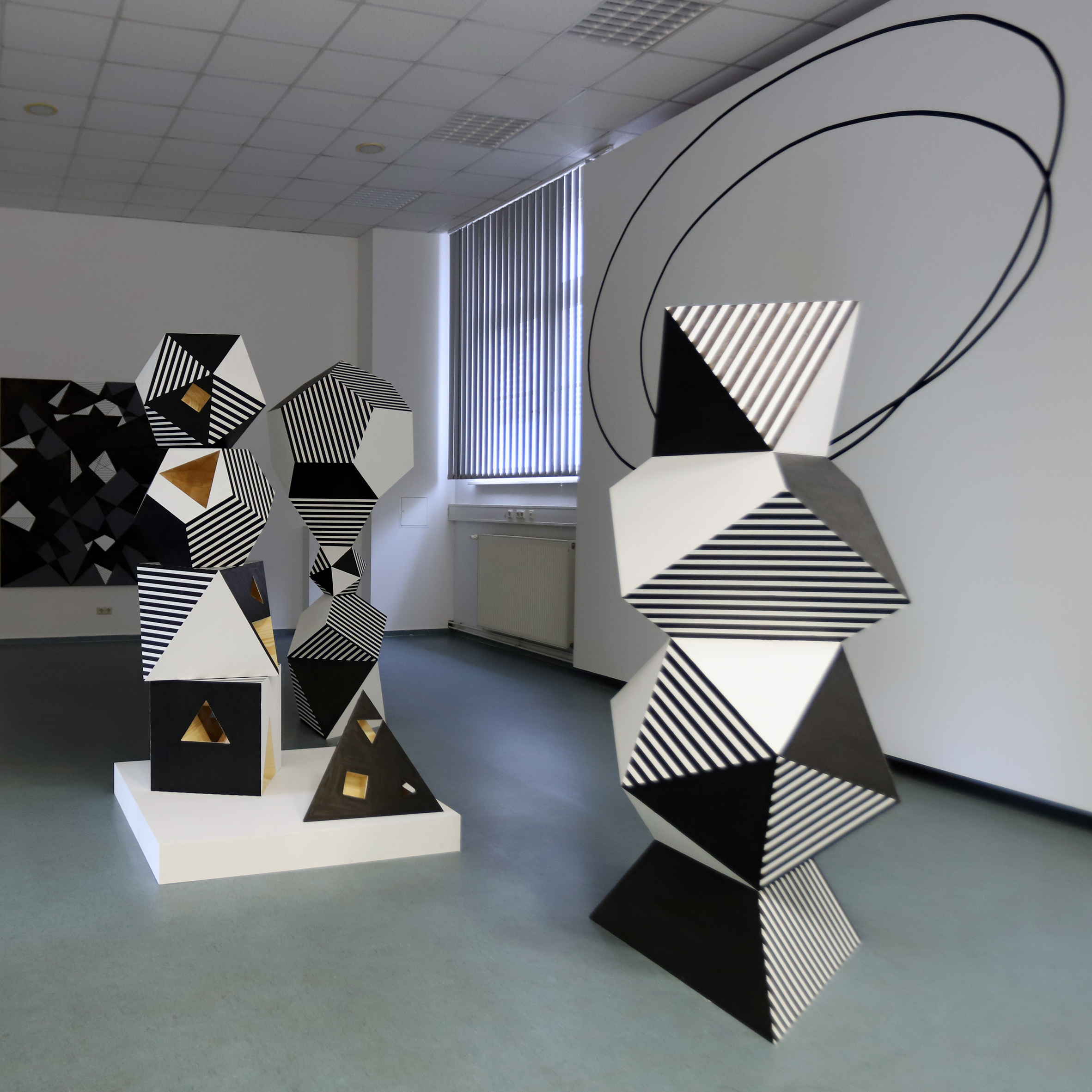
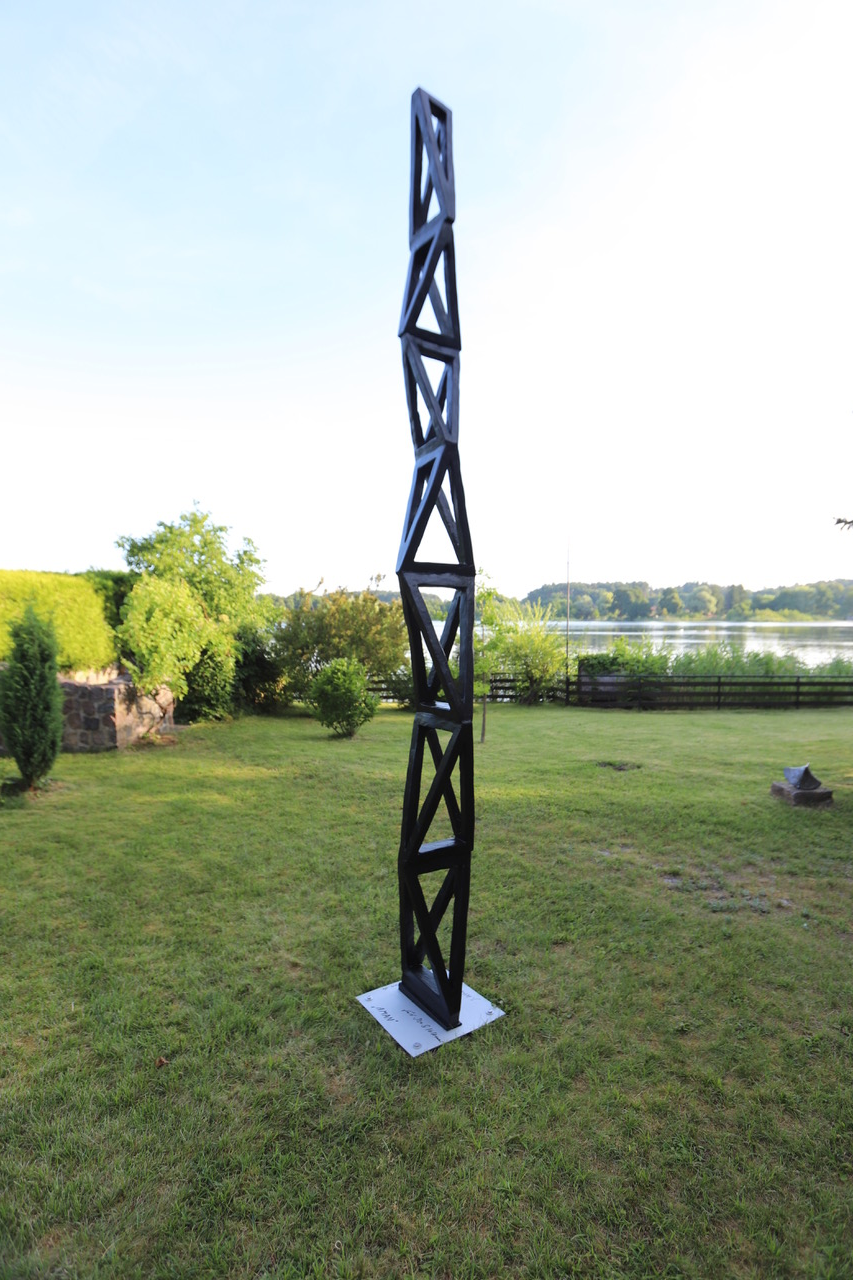
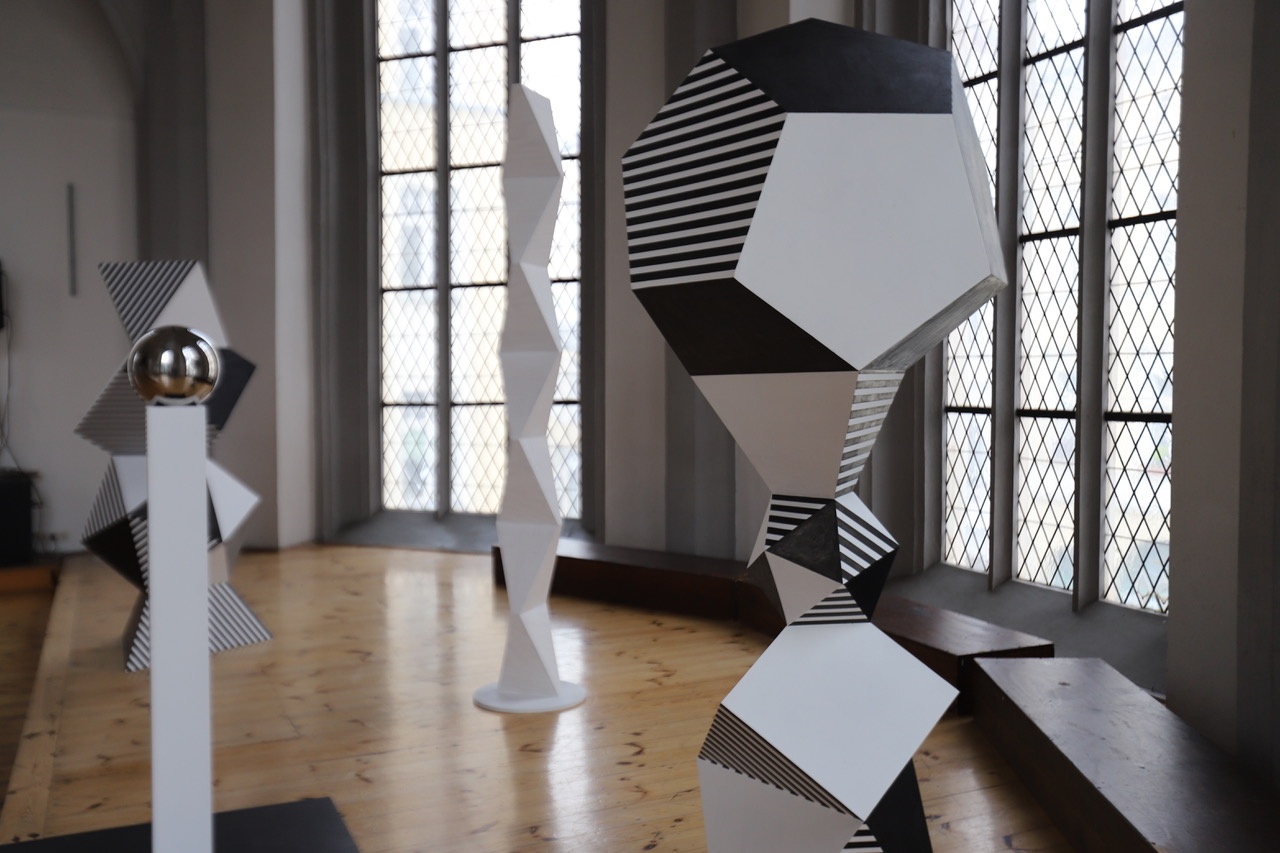
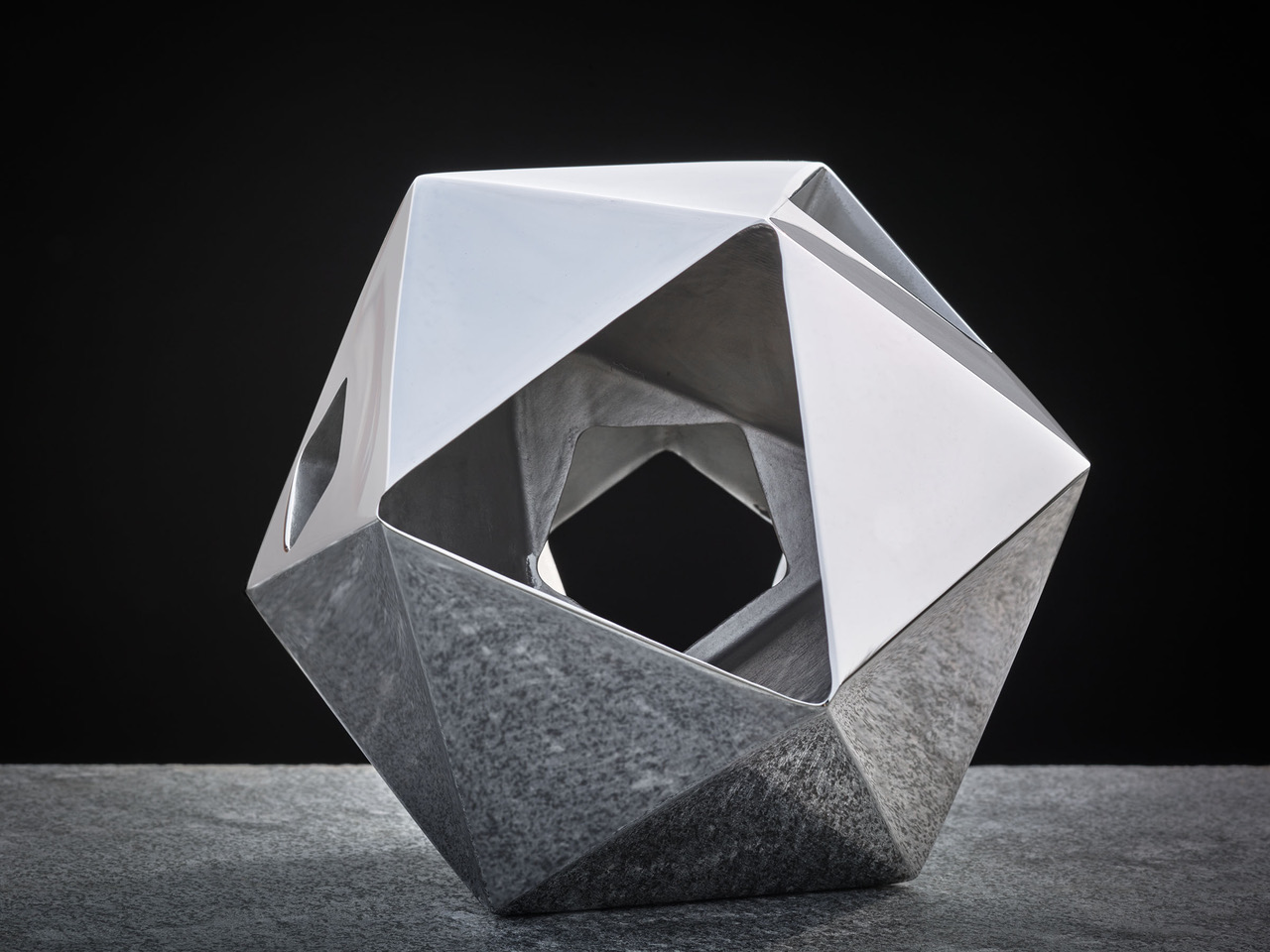
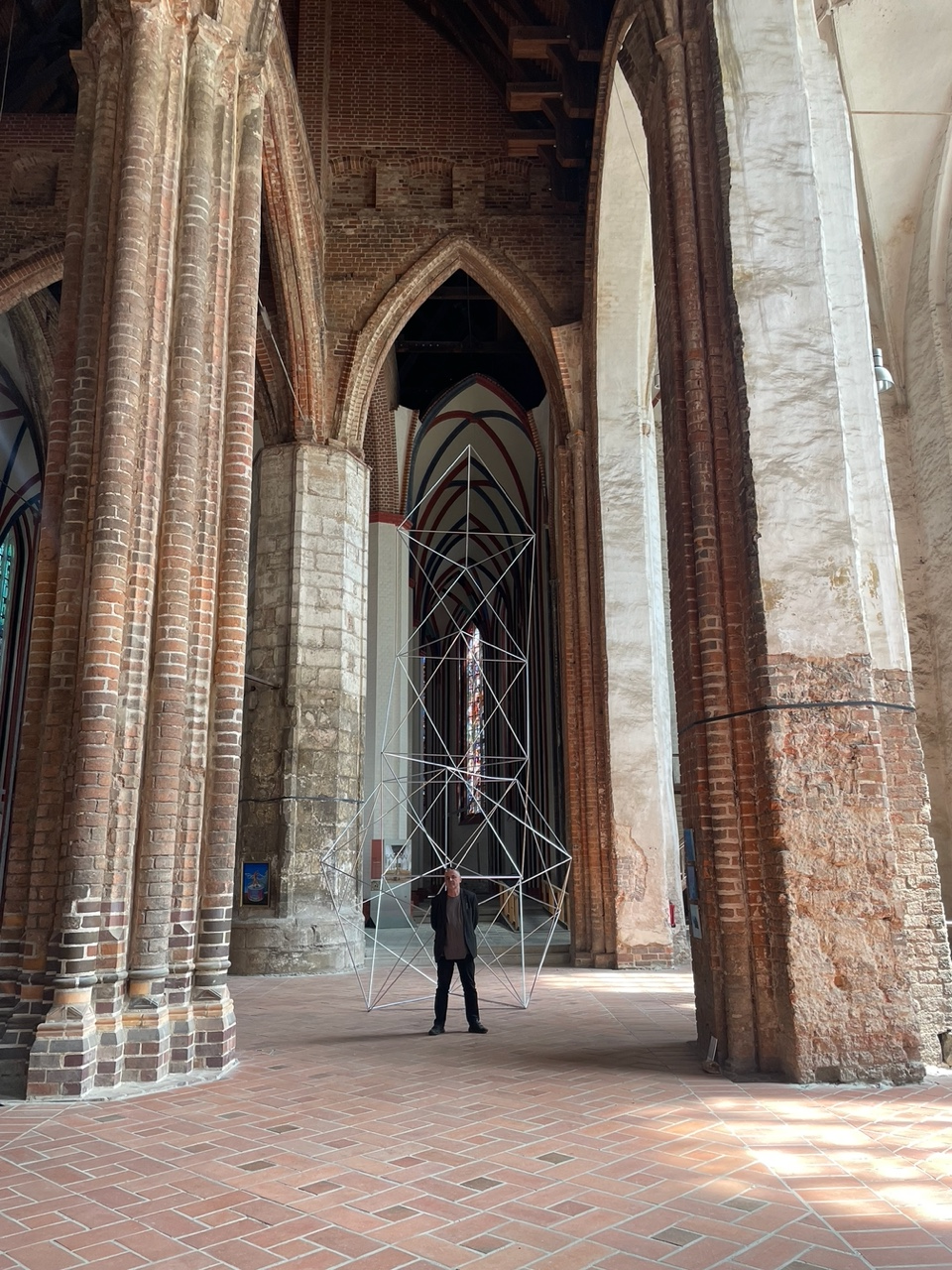
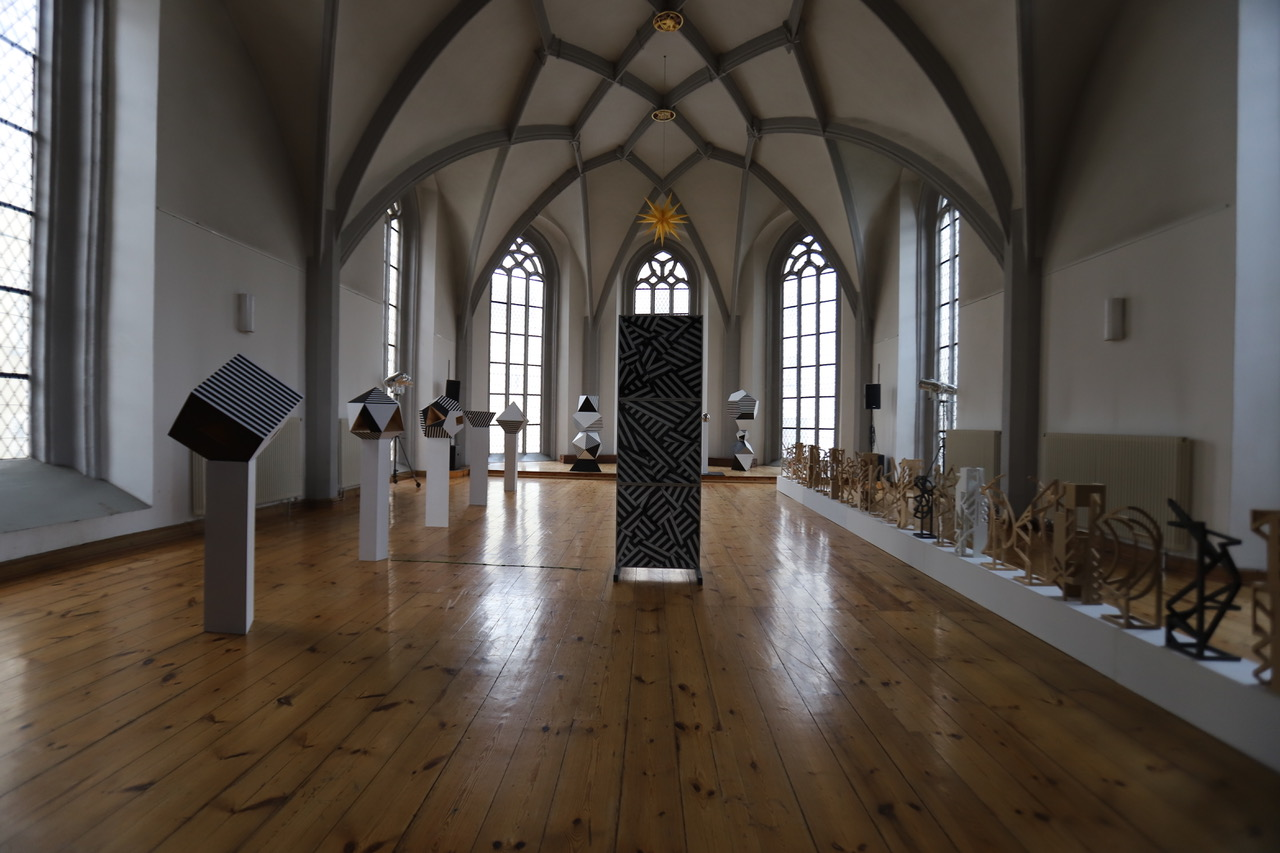
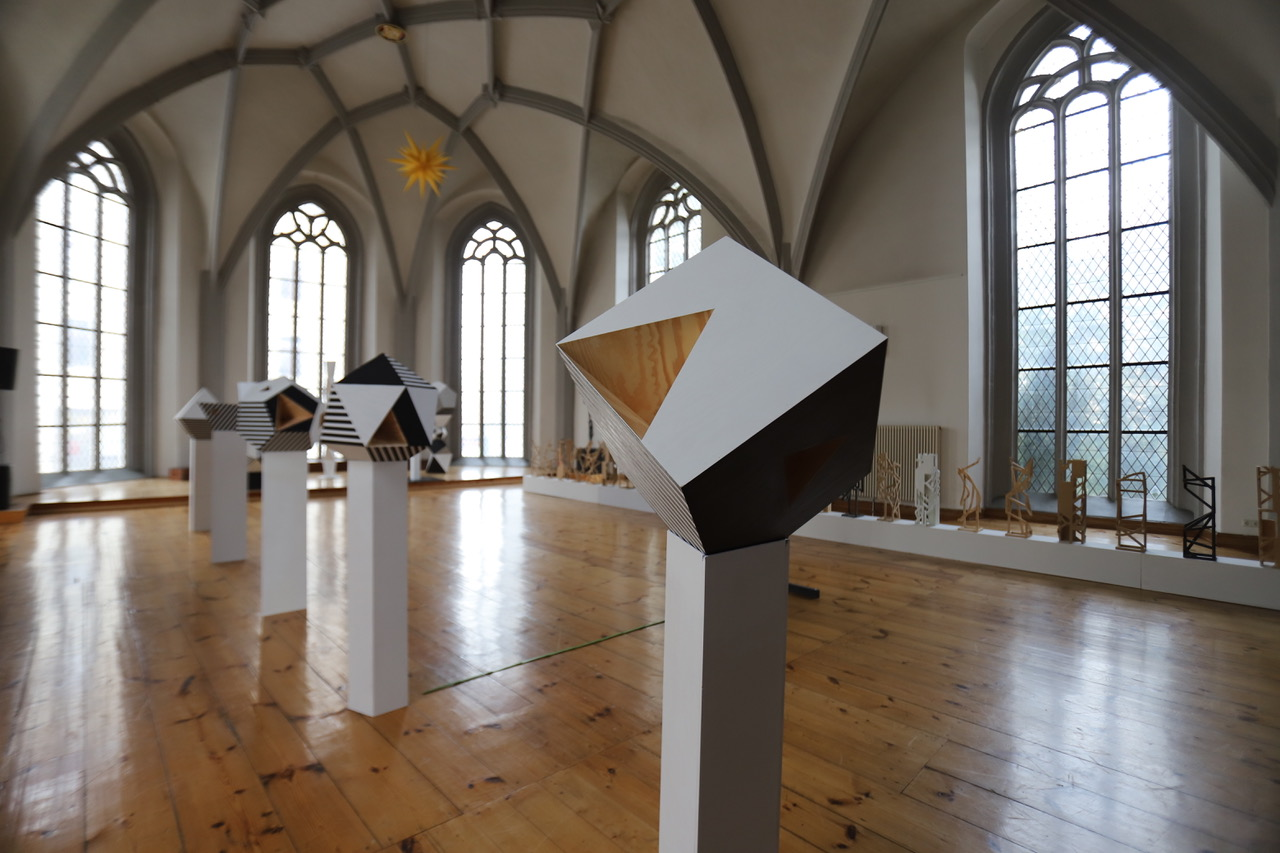

## Mitgliedschaft
Seit 2012: Laban Guild International, England.

## Ausstellungen (Auswahl)
Einzelausstellungen sind mit einem „E“ gekennzeichnet.
- 1994:	Bundeskunsthalle, Bonn[1]
- 1997:	Haus der Kunst, München
- 1998:	Open House Gallery E, Sydney
- 2003: German House E, Deutsches Konsulat, Manhattan, NYC
- 2006:	Impulse, Universitätssammlungen KUNST + TECHNIK, TU Dresden
- 2006: Regierungspräsidium Dresden E
- 2007: Future Tenant/space for art E, Pittsburgh/PS
- 2009: Stadtarchiv, Dresden E
- 2009: Vattenfall, Cottbus E
- 2013:	Westwerk, Leipzig
- 2013: MAC, Sao Paulo/Brasilien
- 2013: Sächsisches Finanzministerium E, Dresden
- 2014:	Analyse, Weltecho E, Chemnitz
- 2014: Toni Merz Museum E, Obersasbach
- 2015:	Coventry University/England
- 2015: Urban Arts SpaceE, OSU Columbus / OH
- 2016:	Trinity Laban Conservatoire of Music and Dance E, London
- 2016: Halle C01, Tapetenfabrik E (mit V. Kovarik), Leipzig
- 2016: Albrecht Mugler Stiftung E Gersdorf/Sachsen
- 2017: Künstlerhaus FRISEE, Hamburg
- 2019:	intershop interdisciplinaire E, Spinnerei Leipzig
- 2020:	Schloss Struppen E, Sächsische Schweiz
- 2020: Bestehornpark Aschersleben E (mit L. Woelfel und A. Bausch)
- 2022	Gothic TwinE, Litomerice/Tschechische Republik (mit V. Kovarik)
- 2022: Villa Eschebach E, Dresden
- 2022: Städtische Galerie E, Traunstein
- 2022: Forum Gestaltung E, Magdeburg
- 2023:	Kunstverein Freiberg
- 2023: Galerie Forum K, Plauen

## Auszeichnung
1994: Förderpreis für Bildende Kunst des Bundesministers für Bildung und Wissenschaft

## Veröffentlichungen
- Jean Kirsten, in Katalog: Kunststudenten stellen aus, 12. Bundeswettbewerb 1994, Kunst- und Ausstellungshalle der Bundesrepublik Deutschland